# Románia városai
Az alábbi lista Románia városait sorolja fel ábécésorrendben. A legnépesebb városokat lásd a Románia legnagyobb települései lakónépesség szerint című szócikkben.
| Ábécé szerinti tartalomjegyzék                                                                           |
| --- |
| A, Á B C Cs D Dz Dzs E, É F G Gy H I, Í J K L Ly M N Ny O, Ó Ö, Ő P Q R S Sz T Ty U, Ú Ü, Ű V W X Y Z Zs |

## A, Á
- Abrudbánya (Abrud), Fehér megye
- Aknavásár (Târgu Ocna), Bákó megye
- Alexandria (Alexandria), Teleorman megye székh.
- Algyógy (Geoagiu), Hunyad megye
- Amara, Ialomița megye
- Aninósza (Aninoasa), Hunyad megye
- Arad (Arad), Arad megye székh.
- Arámabánya (Baia de Aramă) Mehedinți megye
- Aranyosbánya (Baia de Arieș), Fehér megye
- Aranyosgyéres (Câmpia Turzii), Kolozs m.
- Avasfelsőfalu (Avasfelsőfalu), Szatmár megye
- Azuga, Prahova megye

## B
- Babadag (Babadag), Tulcea megye
- Balánbánya (Bălan), Hargita megye
- Balázsfalva (Blaj), Fehér megye
- Barcarozsnyó (Râșnov), Brassó m.
- Barót (Baraolt), Kovászna megye
- Bákó (Bacău), Bákó megye székh.
- Bánffyhunyad (Huedin), Kolozs megye
- Băbeni (Băbeni), Vâlcea megye
- Băicoi, Prahova megye
- Băile Govora (Băile Govora), Vâlcea megye
- Băile Olănești (Băile Olănești), Vâlcea megye
- Băilești, Dolj megye
- Bălcești, Vâlcea megye
- Balș, Olt megye
- Băneasa, Constanța megye
- Barlád (Bârlad), Vaslui megye
- Bechet, Dolj m.
- Belcești, Iași m.
- Belényes (Beiuș), Bihar megye
- Berbești (Berbești), Vâlcea megye
- Berești, Galați m.
- Beszterce (Bistrița), Beszterce-Naszód megye székh.
- Bethlen (Beclean), Beszterce-Naszód m.
- Békás (Bicaz), Neamț megye
- Bodzaforduló (Întorsura Buzăului)
- Bodzavásár (Buzău), Buzău megye székh.
- Boksánbánya (Bocșa), Krassó-Szörény m.
- Boldești-Scăeni, Prahova m.
- Bolintin-Vale, Giurgiu m.
- Borosjenő  (Ineu), Arad m.
- Borossebes (Sebiș vagy Șebiș), Arad m.
- Borsa (Borșa), Máramaros m.
- Borszék (Borsec), Hargita m.
- Botosán (Botoșani), Botoșani megye székh.
- Bragadiru (Bragadiru), Ilfov m.
- Brassó (Brașov), Brassó megye székh.
- Brád (Brad), Hunyad m.
- Brăila (Brăila), Brăila megye székh.
- Breaza, Olt m.
- Brezoi (Brezoi), Vâlcea m.
- Broșteni, Suceava m.
- Bucsecsea, Botoșani m.
- Budești, Călărași m.
- Buftea (Buftea), Ilfov m.
- Buhus (Buhuși), Bákó m.
- Bukarest (București) főváros, Ilfov megye
- Bumbești-Jiu, Gorj m.
- Bușteni, Prahova m.
- Buziásfürdő (Buziaș), Temes m.

## C
- Cajvana, Suceava m.
- Calafat, Dolj m.
- Caracal, Olt m.
- Călărași, Călărași megye székh.
- Călimănești, Vâlcea m.
- Câmpina (Câmpina), Prahova m.
- Câmpulung (Hosszúmező), Argeș m.
- Căzănești, Ialomița m.
- Cernavodă (Cernavodă), Constanța m.
- Chitila (Chitila), Ilfov m.
- Comarnic, Prahova m.
- Corabia (Corabia), Olt m.
- Costești, Argeș m.
- Craiova, Dolj megye székh.
- Curtea de Argeș (Argyasudvarhely), Argeș m.

## Cs
- Csák (Ciacova), Temes m.
- Csíkszereda (Miercurea-Ciuc), Hargita megye székh.

## D
- Darabani, Botoșani m.
- Dăbuleni, Dolj m.
- Dés (Dej), Kolozs m.
- Detta (Deta), Temes m.
- Déva (Deva), Hunyad megye székh.
- Dicsőszentmárton (Târnăveni), Maros m.
- Diófás (Nucet), Bihar megye
- Doftána (Dofteana), Bákó m.
- Dolhasca, Suceava m.
- Dormánfalva (Dărmănești), Bákó m.
- Dornavátra (Vatra Dornei), Suceava m.
- Dorohoj (Dorohoi), Botoșani m.
- Drăgănești-Olt (Drăgănești-Olt), Olt m.
- Drăgășani (Drăgășani), Vâlcea m.

## E, É
- Eforie, Constanța m.
- Egyedhalma (Adjud), Vrancea m.
- Erdőd (Ardud), Szatmár m.
- Erdőszentgyörgy (Sângeorgiu de Pădure), Maros m.
- Erzsébetváros (Dumbrăveni), Szeben m.
- Élesd (Aleșd), Bihar m.
- Érmihályfalva (Valea lui Mihai), Bihar m.

## F
- Facsád (Făget), Temes m.
- Falticsén (Fălticeni), Suceava m.
- Făurei (Făurei), Brăila m.
- Feketehalom (Codlea), Brassó m.
- Felek (Avrig), Szeben m.
- Felsőbánya (Baia Sprie), Máramaros m.
- Felsővisó (Vișeu de Sus), Máramaros m.
- Fetești, Ialomița m.
- Fieni, Dâmbovița m.
- Fierbinți-Târg, Ialomița m.
- Filiași, Dolj m.
- Flamonza (Flămânzi), Botoșani m.
- Fogaras (Făgăraș), Brassó m.
- Foksány (Focșani), Vrancea megye székh.
- Földvár (Feldioara), Brassó m.
- Frasin, Suceava m.
- Fundulea, Călărași m.

## G
- Găești , Dâmbovița m.
- Galac, (Galați) Galați megye székh.
- Gátalja (Gătaia), Temes m.
- Glogovác (Vladimirescu), Arad m.
- Gura Humorului, Suceava m.

## Gy
- Gyergyószentmiklós (Gheorgheni), Hargita m.
- Gyulafehérvár (Alba Iulia), Fehér megye székh.
- Gyurgyevó (Giurgiu), Giurgiu megye székh.

## H
- Harló (Hârlău), Iași m.
- Hátszeg (Hațeg), Hunyad m.
- Hârșova, Constanța m.
- Herkulesfürdő (Băile Herculane), Krassó-Szörény m.
- Hobicaurikány (Uricani), Hunyad m.
- Holboca, Iași m.
- Horezu (Horezu), Vâlcea m.
- Huszváros (Huși), Vaslui m.

## I, Í, Î
- Ianca (Ianca), Brăila m.
- Isaccea (Isaccea), Tulcea m.
- Însurăței (Însurăței), Brăila m.

## J
- Jászvásár (Iași), Iași megye székh.

## K
- Karácsonkő (Piatra Neamț), Neamț megye székh.
- Karánsebes (Caransebeș), Krassó-Szörény m.
- Kézdivásárhely (Târgu Secuiesc), Kovászna m.
- Kolozsvár (Cluj-Napoca), Kolozs megye székh.
- Kománfalva (Comănești), Bákó m.
- Konstanca (Constanța), Constanța megye székh.
- Kovászna (Covasna), Kovászna m.
- Kudzsir (Cugir), Fehér m.
- Kürtös (Curtici), Arad m.

## L
- Lehliu Gară, Călărași m.
- Liești, Galați m.
- Lippa (Lipova), Arad m.
- Liteni, Suceava m.
- Lugos (Lugoj), Temes m.
- Lupény (Lupeni), Hunyad m.

## M
- Magyarlápos (Târgu Lăpuș), Máramaros m.
- Mamaia (Mamaia), Constanța m.
- Mangalia (Mangalia), Constanța m.
- Máramarossziget (Sighetu Marmației), Máramaros m.
- Margitta (Marghita), Bihar m.
- Maroshévíz (Toplița), Hargita m.
- Marosludas (Luduș), Maros m.
- Marosújvár (Ocna Mureș), Fehér m.
- Marosvásárhely (Târgu Mureș), Maros megye székh.
- Matca, Galați m.
- Măcin (Măcin), Tulcea m.
- Măgurele (Măgurele), Ilfov m.
- Măneciu, Prahova m.
- Mărășești, Vrancea m.
- Medgidia, Constanța m.
- Medgyes (Mediaș), Szeben m.
- Mihăilești, Giorgiu m.
- Milișăuți, Surceava m.
- Mioveni, Argeș m.
- Miszmogyorós, Máramaros m.
- Mizil, Prahova m.
- Mojnest (Moinești), Bákó m.
- Moldvahosszúmező (Câmpulung Moldovenesc), Suceava m.
- Moreni, Dâmbovița m.
- Motru, Gorj m.
- Murfatlar (Basarabi), Constanța m.
- Murgeni, Vaslui m.

## N
- Nagybánya (Baia Mare), Máramaros megye székh.
- Nagydisznód (Cisnădie), Szeben m.
- Nagyenyed (Aiud), Fehér m.
- Nagykároly (Carei), Szatmár m.
- Nagylak (Nădlac), Arad m.
- Nagysármás (Sărmașu), Maros m.
- Nagyszalonta (Salonta), Bihar m.
- Nagyszeben (Sibiu), Szeben megye székh.
- Nagyszentmiklós (Sânnicolau Mare), Temes m.
- Nagyvárad (Oradea), Bihar megye székh.
- Nándorhegy (Oțelu Roșu), Krassó-Szörény m.
- Naszód (Năsăud), Beszterce-Naszód m.
- Năvodari, Constanța m.
- Negrești, Vaslui m.
- Negru Vodă, Constanța m.
- Négyfalu v. Szecseleváros (Săcele), Brassó m.
- Nehoiu, Buzău m.
- Németvásár (Târgu Neamț), Neamț m.
- Novaci, Gorj m.

## Ny
- Nyárádtő (Ungheni), Maros m.
- Nyárádszereda (Miercurea Nirajului), Maros m.

## O, Ó
- Ocnele Mari (Ocnele Mari), Vâlcea m.
- Odobest, Vrancea m.
- Oláhszentgyörgy (Sângeorz-Băi), Beszterce-Naszód m.
- Oltenița, Călărași m.
- Oravicabánya (Oravița), Krassó-Szörény m.
- Orsova (Orșova), Mehedinți m.
- Otopeni (Otopeni), Ilfov m.
- Ovidiu, Constanța m.
- Ónfalva v. (Onyest) (Onești), Bákó m.

## P
- Páncsu (Pancui), Vrancea m.
- Pankota (Pâncota), Arad m.
- Pantelimon (Pantelimon), Ilfov megye
- Páskán (Pașcani), Iași m.
- Pătârlagele, Buzău m.
- Pechea, Galați m.
- Pécska (Pecica), Arad m.
- Petrilla (Petrila), Hunyad m.
- Petrozsény (Petroșani), Hunyad m.
- Piatra-Olt, Olt m.
- Pitești (Pitești), Argeș megye székh.
- Piski (Simeria), Hunyad m.
- Ploiești (Ploiești), Prahova megye székh.
- Plopeni, Prahova m.
- Podu Iloaiei (Podu Iloaiei), Iași m.
- Pogoanele, Buzău m.
- Poiana Mare, Dolj m.
- Popești-Leordeni (Popești-Leordeni), Ilfov m.
- Potcoava, Olt m.
- Predeál (Predeal), Brassó m.
- Pucioasa, Dâmbovița m.
- Pusztakalán (Călan), Hunyad m.

## R
- Radnót (Iernut), Maros m.
- Radóc (Rădăuți), Suceava m.
- Răcari, Dâmbovița m.
- Râmnicu Sărat, Buzău m.
- Râmnicu Vâlcea (Râmnicu Vâlcea), Vâlcea megye székh.
- Resicabánya (Reșița), Krassó-Szörény megye székh.
- Románvásár (Roman), Neamț m.
- Roșiorii de Vede (Roșiorii de Vede), Teleorman m.
- Rovinari, Gorj m.
- Roznov (Roznov), Neamț m.

## S
- Salcea, Sueceva m.
- Sárköz (Livada), Szatmár m.
- Scornicești, Olt m.
- Segarcea, Dolj m.
- Segesvár (Sighișoara), Maros m.
- Sepsiszentgyörgy (Sfântu Gheorghe), Kovászna megye székh.
- Sinaia (Sinaia), Prahova m.
- Slănic, Prahova m.
- Slatina, Olt megye székh.
- Slobozia (Slobozia), Ialomița megye székh.
- Stájerlakanina (Anina), Krassó-Szörény m.
- Ștefănești, Argeș m.
- Ștefănești, Botoșani m.
- Strehaia, Mehedinți m.
- Sulina, Tulcea m.
- Sülelmed (Silimeghiu), Máramaros m.

## Sz
- Szabófalva (Săbăoani), Neamț m.
- Szamosújvár (Gherla), Kolozs m.
- Szatmárnémeti (Satu Mare), Szatmár megye székh.
- Szászrégen (Reghin), Maros m.
- Szászsebes (Sebeș), Fehér m.
- Szászváros (Orăștie), Hunyad m.
- Szecseleváros v. Négyfalu (Săcele)
- Szentágota (Agnita), Szeben m.
- Szentegyháza (Vlăhița), Hargita m.
- Székelyhíd (Săcueni), Bihar m.
- Székelykeresztúr (Cristuru Secuiesc), Hargita m.
- Székelyudvarhely (Odorheiu Secuiesc), Hargita m.
- Szépvásár (Târgu Frumos), Iași m.
- Szilágycseh (Cehu Silvaniei), Szilágy m.
- Szilágysomlyó (Șimleu Silvaniei), Szatmár m.
- Szlanikfürdő (Slănic-Moldova), Bákó m.
- Szolka, Suceava m.
- Szováta (Sovata), Maros m.
- Szörényvár (Drobeta-Turnu Severin), Mehedinți megye székh.
- Szövén, Botoșani m.
- Szucsáva (Suceava), Suceava megye székh.
- Sulina, (Szulina) (Sulina), Tulcea m.

## T
- Târgu Bujor, Galați m.
- Tasnád (Tășnad), Szatmár m.
- Tekucs (Tecuci), Galați m.
- Temesrékas (Recaș), Temes m.
- Temesvár (Timișoara), Temes megye székh.
- Târgoviște (Târgoviște), Dâmbovița megye székh.
- Tismana, Gorj m.
- Titu, Dâmbovița m.
- Tomești, Iași m.
- Topánfalva (Câmpeni), Fehér m.
- Topoloveni, Argeș m.
- Torda (Turda), Kolozs m.
- Tövis (Teiuș), Fehér m.
- Tulcsa (Tulcea), Tulcea megye székh.
- Turceni, Gorj m.
- Turnu Măgurele (Turnu Măgurele), Teleorman m.
- Tusnádfürdő (Băile Tușnad), Hargita m.
- Țăndărei, Ialomița m.
- Țicleni, Gorj m.

## U, Ú
- Urlați, Prahova m.
- Urziceni, Ialomița m.
- Újmoldova (Moldova Nouă), Krassó-Szörény m.
- Újszentanna (Sântana), Arad m.

## V
- Vajdahunyad (Hunedoara), Hunyad m.
- Vaskoh (Vașcău), Bihar m.
- Vaskohsziklás (Ștei), Bihar m.
- Vászló (Vaslui), Vaslui megye székh.
- Vălenii de Munte, Prahova m.
- Vânju Mare,  Mehedinți m.
- Vicovu de Sus, Suceava m.
- Videle, Teleorman m.
- Voluntari (Voluntari), Ilfov m.
- Vulkán (Vulcan), Hunyad m.

## Z
- Zalatna (Zlatna), Fehér m.
- Zernest (Zărnești), Brassó m.
- Zilah (Zalău), Szilágy megye székh.
- Zimnicea (Zimnicea), Teleorman m.

## Zs
- Zsibó (Jibou), Szilágy m.
- Zsilvásárhely (Târgu Jiu), Gorj megye székh.
- Zsombolya (Jimbolia), Temes m.

## Lásd még
- Románia legnagyobb települései lakónépesség szerint